# مستقبل عامل نمو البشري الثاني
مستقبل عامل نمو البشري الثاني (بالإنجليزية: human epidermal growth factor receptor 2)‏ ويُختصر إلى ERBB2 عند البشر وErbb2 عند الحيوانات. كما يطلق عليه اسم HER2/neu اختصاراً من Human Epidermal growth factor Receptor.وهو عبارة عن بروتين يرمز من جين ERBB2. البروتين هو عبارة عن مستقبل على سطح الخلايا ويشكل مع جزيء أخر من عائلة مستقبلات عامل نمو البشرة(epidermal growth factor receptor) مستقبلأ ثنائياً يتالف من HER2 مع إما جزيء ERBB1 أو ERBB3. حيث تمتلك ائلة مستقبلات عامل نمو البشرة اربع افراد وهي ERBB1 أو EGFR وERBB2 و ERBB3 و ERBB4.

## الشكل والوظيفة
يتألف مستقبل عامل نمو البشري الثاني من جزء خارج خلوي مكون من نطاقين اساسين وجزء عابر للغشاء بالإضافة لجزء داخل خلوي يحوي جزء المسؤول عن الفسفرة(تيروزين كيناز). الجزيء المفرد من مستقبل عامل نمو البشري الثاني غير فعال ويصبح فعالً فقط عندما يكون على شكل ثنائية مع مستقبلات الأخرى. ولاتعرف له ربيطة على عكس الاعضاء الأخرى من مستقبلات عامل نمو البشرة (ERBB1 وERBB3 وERBB4). عندما ترتبط الربيطة مع إحدى المستقبلات ERBB1 أوERBB3 المرتبطة مع ERBB2 تتولد إشارة تنتقل للجزء داخل الخلوي وهذه الإشارة تفعل سبل إشارة مختلفة تتحكم بنمو الخلايا وإنقسامها.

## الدور في السرطان
إن زيادة التعبير عن HER2 هو إحدى أهم دلالات بعض أنواع السرطانات. وتم ربطه بشكل اساسي مع سرطان الثدي حيث يقسم إما نوع موجب HER2 ويكون تعبير عن هذا المستقبل عاليأ جداً أو سالب HER2. بناءاً على هذا التقسيم تعطى بعض الأدوية المضادة للسرطان.

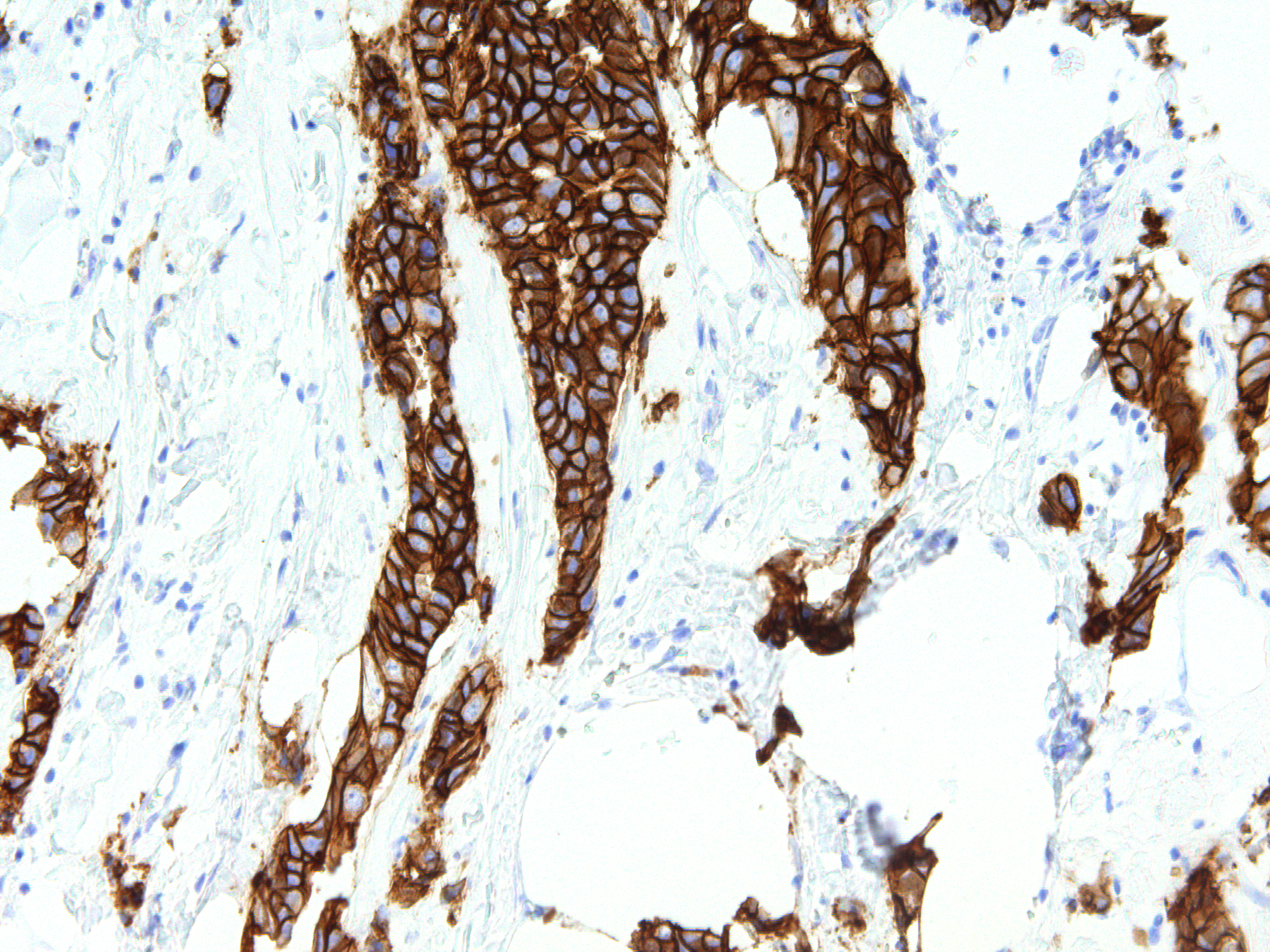
تلوين مستقبل عامل البشرة الثاني (Her 2) لأنسجة مريضة سرطان ثدي